# Atua

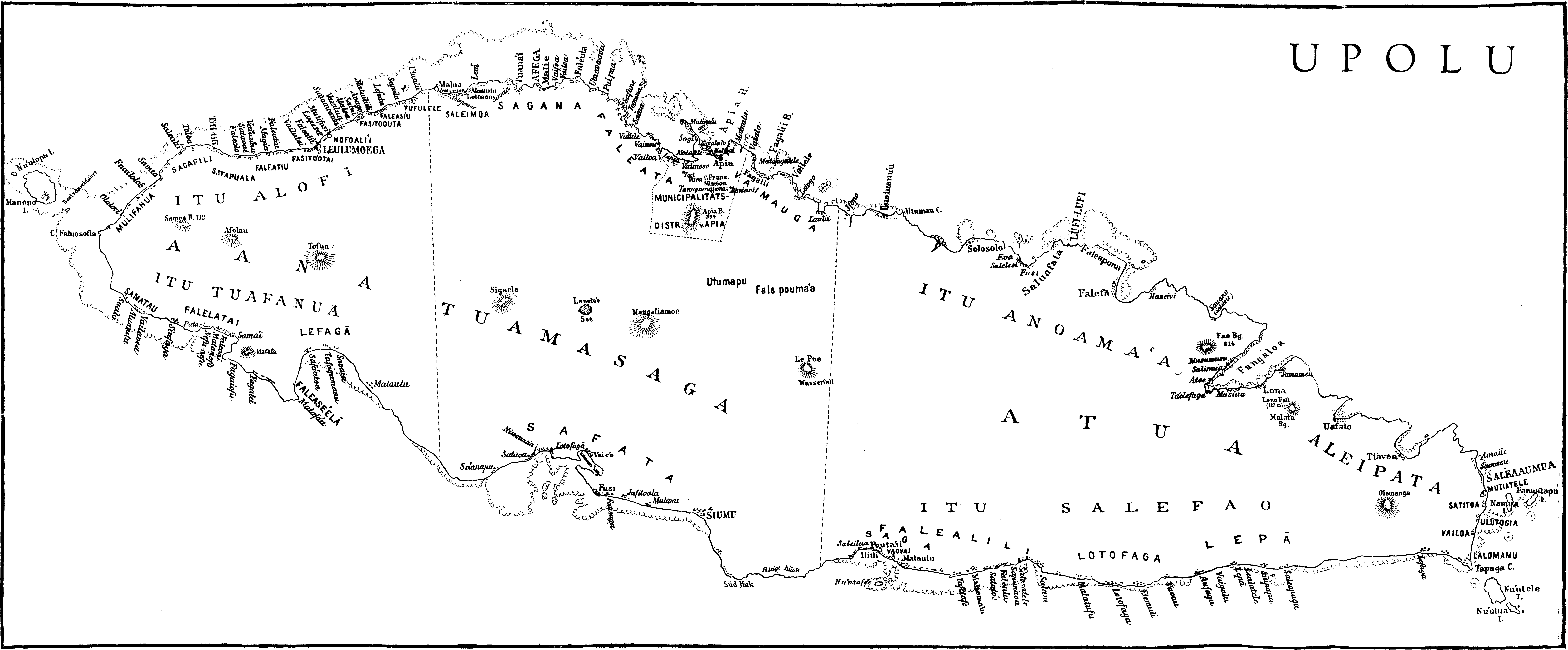
Politische Einteilung von Samoa, 1924.

Atua liegt auf der Insel Upolu und ist der älteste politische Bezirk (itūmālō) des Inselstaats Samoa. Er umfasst eine Fläche von 413 km² und hatte 2016 22.769 Einwohner.

## Geographie

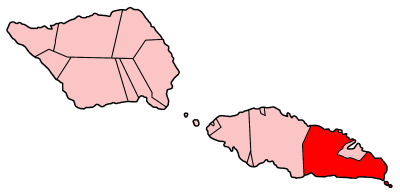
Karte von Samoa mit dem Distrikt Atua

Der heutige Bezirk umfasst den Ostteil der Insel Upolu und die kleinen vorgelagerten Inseln, unter anderem Nu’usafe’e Island, Albatross Island, Nu’utele Island, Fanuatapu Island, Namu’a Island, sowie Nu’utele Island und Nu’ulua Island als Verlängerung von Cape Tapaga (⊙) am Südostzipfel der Insel. Der Bezirk umschließt dabei im Nordosten den Bezirk Vaʻa-o-Fonoti und grenzt im Westen an Tuamasaga.
Der Hauptort ist Aleipata at Saleaaumua im Osten und Lufilufi ist das traditionelle Zentrum und der Sitz des historischen Tui Atua (König von Atua). Der namengebende Ort Atua liegt im Nordwesten des Bezirkes, südlich von Itu Anoamaa. Weitere Orte sind Falealili und Lepa. Im Zentrum des Bezirks erstreckt sich die Kette der Vulkanberge und Krater von Südosten nach Westen: Cape Tapaga, Mount Latalua (⊙ 225 m), Mount Lanotai (⊙ 316 m), Mount Olomauga (⊙ 505 m), Lake Lanoto (⊙ 418 m), Lake Olomaga (⊙ 459 m), Mount Tiatala (⊙ 484 m), Mount Savaiʻi (⊙ 426 m), Mount Seuga (⊙ 435 m), Mount Fogalepulu (⊙ 387 m), Mount Mauga Se (⊙ 229 m), Mount Fealofani (⊙ 406 m). Weiter nördlich liegen die Berge Mount Fito (⊙ 1028 m) mit dem See Lake Fito und Mount Fao (⊙ 229 m).
Verbindungsstraßen verlaufen an der Südküste und im Norden etwas weiter im Landesinneren die Richardson Road. Eine Nord-Süd-Verbindung besteht von Vaipu über den Le Mafa-Pass nach Lotofaga beziehungsweise Vailoa im Süden.

## Geschichte
Der Bezirk umfasste in alter Zeit sogar Tutuila (heute: Amerikanisch-Samoa) und ganz Upolu und Savaiʻi. In dieser Epoche war es auch Sitz des höchsten Häuptlings, des Tui Atua. Die Gesellschaft wurde von den Ältesten des Faleono (Haus der Sechs) verwaltet, denen das Privileg zukam den Tui Atua zu wählen.
Die Tui Atua-Dynastie geht zurück auf Leifi Ao o Atua („Höchstes Haupt“), der seinem jüngeren Cousin Tui Atua Polailevao um 1300 die Verantwortung über seine malae von Lalogafuafua, Lufilufi, übertrug. Seither war Lalogafuafua der Versammlungsplatz, wo die Titel der Tui Atua übergeben wurden.
Diese Dynastie in Samoa wird vom Alter her nur von den Tui Manuʻa übertroffen. Die Tui Atua gelten als direkte Nachkommen der Tagaloalagi. Weitere Clans, die sich auf diese zurückführen, sind die Tui Manuʻa und die Tui Aʻana.
Der gegenwärtige Tui Atua ist der Tama Aiga, ehemaliger Premierminister und Staatsoberhaupt, Tui Atua Tupua Tamasese Tupuola Taisi Tufuga Efi.